# Gene Wilder
Gene Wilder, ursprungligen Jerome Silberman, född 11 juni 1933 i Milwaukee, Wisconsin, död 29 augusti 2016 i Stamford, Connecticut, var en amerikansk komisk skådespelare, filmregissör och manusförfattare. 
Bland Wilders filmer märks bland annat debuten i Bonnie och Clyde (1967), den första stora rollen i Det våras för Hitler samma år, Willy Wonka och chokladfabriken (1971), Det våras för sheriffen och Det våras för Frankenstein (båda 1974) samt hans fyra filmer med Richard Pryor: Chicago-expressen (1976), Dårfinkarna (1980), Hör upp, blindstyre! (1989) och Se upp igen blindstyre (1991). Wilder regisserade också och skrev manus till flera av sina filmer, däribland En tjej i rött (1984). År 1975 belönades Gene Wilder, tillsammans med Mel Brooks, med Nebulapriset för Det våras för Frankenstein. Gene Wilder mottog två Oscar-nomineringar under sina aktiva år.

## Biografi
Gene Wilder föddes i Milwaukee; hans föräldrar var rysk-judiska immigranter. Han studerade drama på University of Iowa och gick senare på Bristol Old Vic Theatre School i Storbritannien. Åren 1956–1958 tjänstgjorde han i den amerikanska armén som sjukvårdare på Fort Sam Houston.
Wilder återvände till USA och letade efter teaterroller medan han försörjde sig som limousinchaufför och fäktningslärare. Han startade sin karriär inom teatern då han medverkade i olika off Broadway-föreställningar innan han fortsatte på Broadway.
Hans första filmroll var i Bonnie och Clyde (1967). Annars är han mest känd dels för att ha medverkat i flera av Mel Brooks filmer, dels för att ha medverkat i ett antal filmer under 1970- och 1980-talen  tillsammans med Richard Pryor. Deras sista film ihop blev Se upp igen blindstyre (1991).
Wilder var gift med skådespelaren och Saturday Night Live-medlemmen Gilda Radner från 1984 fram till hennes död i cancer 1989. År 1991 gifte han sig med skådespelaren Karen Boyer.
Gene Wilder avled den 29 augusti 2016 i sviterna av Alzheimers sjukdom.

## Filmografi i urval
- 1966 – Death of a Salesman (TV-film)
- 1967 – Bonnie och Clyde
- 1967 – Det våras för Hitler
- 1970 – Vackert, brorsan!
- 1970 – Quackser Fortune Has a Cousin in the Bronx
- 1971 – Willy Wonka och chokladfabriken
- 1972 – Allt du skulle vilja veta om sex, men varit för skraj att fråga om
- 1972–1977 – The Electric Company (TV-serie)
- 1974 – Rhinoceros
- 1974 – Pokerkväll (TV-film)
- 1974 – Det våras för sheriffen
- 1974 – Den lille prinsen
- 1974 – Det våras för Frankenstein
- 1975 – Sherlock Holmes' smarta brorsa
- 1976 – Chicago-expressen
- 1977 – Världens störste älskare
- 1979 – Frisco Kid
- 1980 – Söndagsälskarna
- 1980 – Dårfinkarna
- 1982 – Hett om öronen
- 1984 – En tjej i rött
- 1986 – Ingen rädder för vargen
- 1989 – Hör upp, blindstyre!
- 1990 – Funny About Love
- 1991 – Se upp igen blindstyre
- 1994–1995 – Something Wilder (TV-serie)
- 1999 – Mord i byn (TV-film)
- 1999 – The Lady in Question (TV-film)
- 1999 – Alice i Underlandet (TV-film)
- 2002–2003 – Will & Grace (TV-serie)